# Grabow (am Fläming)
Grabow (am Fläming) este o comună din landul Saxonia-Anhalt, Germania.